# Доксиадис, Апостолос Константину
Апо́столос Константину Доксиа́дис (греч. Απόστολος Κ. Δοξιάδης; 6 июня 1953, Брисбен) — греческий писатель, сценарист и режиссёр.

## Биография
Родился 6 июня 1953 года в городе Брисбен (Австралия), где тогда работал его отец, знаменитый архитектор Константинос Доксиадис. Вскоре семья вернулась в Грецию, где и прошло детство писателя.  Хотя он с юных лет интересовался художественной литературой и искусством, «внезапная и совершенно неожиданная любовь к математике привела его в возрасте пятнадцати лет в Колумбийский университет в Нью-Йорке, где в 1972 году он получил степень бакалавра математики. Затем он получил степень магистра в области прикладной математики в Практической школе высших исследований в Париже. Дипломная работа была посвящена математическим моделям нервной системы.
Смерть отца и семейные причины заставили его вернуться в Грецию в 1975 году, прервав учёбу в аспирантуре. В Греции, хотя и вовлечённый в течение нескольких лет в компьютерную индустрию программного обеспечения, Доксиадис вернулся к своей детской и подростковой любви к театру и кино. Несколько лет он руководил профессиональным театром в Афинах и переводил на греческий пьесы Шекспира, в частности «Ромео и Джульетта», «Гамлет», «Сон в летнюю ночь», а также «Траур — участь Электры» Юджина О’Нила. Он сам написал две пьесы для театра: «Трагическая история Джексона Поллока, абстрактного экспрессиониста» (музыкальный спектакль с использованием кукол и театра теней) и «Семнадцатая ночь», в которой рассказывается о последних днях жизни Курта Гёделя, которые тот провел в больнице Принстона,  отказываясь есть из страха, что его отравят.
Доксиадис — автор четырёх романов. Самый известный из них, «Дядя Петрос и проблема Гольдбаха», был написан в 1992 году по-гречески и первоначально получил нелестные отзывы критиков. В 1998 году автор перевёл роман на английский, значительно его доработав. Книга стала международным бестселлером и была переведена на более чем 30 языков (русский перевод — М. Б. Левин, 2002 год).

## Фильмография
- Подземные коридоры (1983)
- Терирем (1988)

### Романы
- Параллельная жизнь (1985)
- Макбет (1987)
- Дядя Петрос и проблема Гольдбаха (1992)
- Три маленьких мужчины (1997)
- Логикомикс (2008)

### Пьесы
- Трагическая история Джексона Поллока, абстрактного импрессиониста (1999)
- Семнадцатая ночь/Неполнота (2005)